# Can Font (Tona)
Can Font o Font del Camí és una casa gòtica de Tona (Osona) inclosa a l'Inventari del Patrimoni Arquitectònic de Catalunya.

## Descripció
És un edifici de mitjanes dimensions, amb teulada a dues vessants, orientat a l'est. Aquest mas és característic del segon tipus de masia catalana. A la façana s'hi troben diferents elements d'estil gòtic: un portal adovellat amb un escudet amb la següent inscripció: "IHS FONT 1566" i al damunt un bonic finestral, també amb motius gòtics treballat amb pedra de gran qualitat. Davant de la façana principal es construí posteriorment un lliça, la qual en una llinda de fusta hi ha la data de 1685 i també s'hi afegí un cos. Altres edificis, ja més moderns, complementen, pel costat de ponent, el conjunt de Cant Font.

## Història
Aquest mas antigament anomenat "Font del Camí", per estar al peu d'aquesta important via de comunicació. Surt documentada al 28 d'agost de 1224 en una cessió del sr. Moncada a Arnau Font. Els Font, batlles dels Moncada, exerciren el seu ofici mentre el terme fou reial, és a dir, fins a finals del segle xiv. Hi ha forces referències històriques que confirmen l'actuació com a batlles dels Font. Així, el 4 de juny de 1342, el batlle Font assisteix a la capbrevació que en Bertran de Vall, jurisconsult reial, en nom del rei Pere III, que es realitzà al castell de Tona.